# Kodiakella lutea
Kodiakella lutea är en kvalsterart som beskrevs av Hammer 1967. Kodiakella lutea ingår i släktet Kodiakella och familjen Kodiakellidae. Inga underarter finns listade i Catalogue of Life.